# Нагорный, Михаил Петрович
Михаил Петрович Наговицин (1917—1972) — старший сержант Рабоче-крестьянской Красной Армии, участник Великой Отечественной войны, Герой Советского Союза (1944).

## Биография
Михаил Нагорный родился 28 ноября 1917 года в селе Фирсовка (ныне — не существует, территория Херсонской области Украины). После окончания шести классов школы работал трактористом в колхозе. В 1941 году Нагорный был призван на службу в Рабоче-крестьянскую Красную Армию. С ноября того же года — на фронтах Великой Отечественной войны. К сентябрю 1943 года гвардии старший сержант Михаил Нагорный был помощником командира сабельного взвода 58-го гвардейского кавалерийского полка 16-й гвардейской кавалерийской дивизии 7-го гвардейского кавалерийского корпуса Центрального фронта. Отличился во время битвы за Днепр.
28 сентября 1943 года взвод Нагорного переправился через Днепр в районе деревни Нивки Брагинского района Гомельской области Белорусской ССР и принял активное участие в боях за захват и удержание плацдарма на его западном берегу, отразив две немецкие контратаки. В критический момент боя Нагорный заменил собой командира взвода и успешно руководил подразделением. Во время боя за Нивки взвод Нагорного оказался в окружении, но Нагорному удалось организовать круговую оборону и отразить все атаки, прорвавшись к своим.
Указом Президиума Верховного Совета СССР «О присвоении звания Героя Советского Союза генералам, офицерскому, сержантскому и рядовому составу Красной Армии» от 15 января 1944 года за «образцовое выполнение боевых заданий командования на фронте борьбы с немецкими захватчиками и проявленными при этом отвагу и геройство» гвардии старший сержант Михаил Нагорный был удостоен высокого звания Героя Советского Союза с вручением ордена Ленина и медали «Золотая Звезда» за номером 3252.
После окончания войны Нагорный был демобилизован. Вернулся в родное село, позднее переехал в Запорожье. Умер 22 ноября 1972 года.
Был также награждён орденом Славы 3-й степени и рядом медалей.
В честь Нагорного названа улица в селе Осокоровка.